# Europäisches Berufsbildungswerk

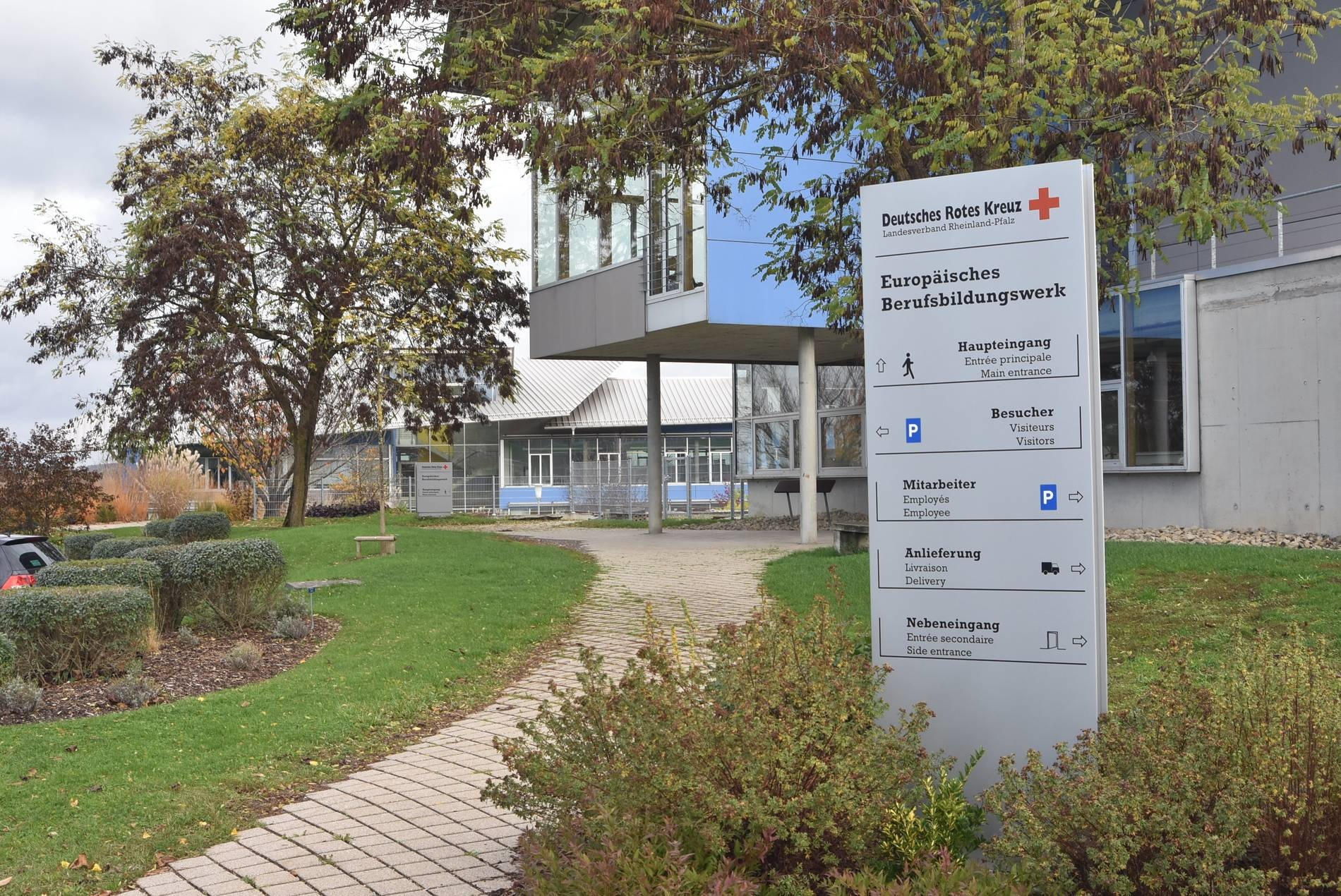
Dies ist ein Wegweiser auf dem Gelände vom Euro BBW vor der Schreinerei

Das Europäische Berufsbildungswerk (Euro-BBW) in Bitburg ist ein Zentrum der beruflichen Qualifizierung und Rehabilitation für junge Menschen und Erwachsene mit psychischen, körperlichen Beeinträchtigungen und/oder Lernbehinderungen aus Europa. Das Euro-BBW bietet verschiedene Ausbildungsgänge an, die Prüfungen werden vor der zuständigen Kammer abgelegt und die Abschlüsse sind staatlich anerkannt. Darüber hinaus werden auch berufsvorbereitende Maßnahmen sowie Arbeitserprobungen durchgeführt.

## Daten
Das Berufsbildungswerk wurde im Jahr 2000 eröffnet. Es beschäftigt 145 Mitarbeiter und hat 250 Ausbildungsplätze. Träger der Einrichtung ist das Deutsche Rote Kreuz, Landesverband Rheinland-Pfalz.

## Ausbildung
Das Berufsbildungswerk bietet Ausbildungsgänge im dualen System nach dem bundesweit geltenden Berufsbildungsgesetz an. Auszubildende erhalten die Abschlüsse von den prüfenden Kammern (IHK, HWK, ADD und Landwirtschaftskammer).
Ausbildungsabschnitte außerhalb des Euro-BBWs werden in Form von regelmäßigen Praktika unterschiedlicher Dauer in Unternehmen absolviert.

### Ausbildungsgänge
Küche und Service
- Koch
- Fachpraktiker Küche
- Hauswirtschafter
- Fachpraktiker Hauswirtschaft

EDV
- Fachinformatiker – Anwendungsentwicklung
- Fachinformatiker – Systemintegration
- IT-Systemkaufmann
- Fachpraktiker für Informationstechnik

Büro
- Kaufmann für Büromanagement

Handel
- Kaufmann im Einzelhandel
- Verkäufer

Touristik
- Kaufmann für Tourismus und Freizeit
- Touristikkaufmann für Privat- und Geschäftsreisen

Mediengestaltung
- Mediengestalter Digital und Print

Holz
- Tischler
- Fachpraktiker für Holzverarbeitung

Garten- und Landschaftsbau
- Gärtner – Garten- und Landschaftsbau
- Helfer Gartenbau

## Berufsschule
Unter dem Dach des Euro-BBW befindet sich eine private, staatlich anerkannte Berufsschule. Der Unterricht erfolgt in enger Verzahnung mit der fachpraktischen Ausbildung in kleinen Klassen mit durchschnittlich acht Schülerinnen und Schülern.

## Berufsvorbereitung
Im Rahmen beruflicher Qualifizierung besteht für junge Menschen mit Behinderung und gleichzeitig besonderem Förderbedarf die Möglichkeit von Berufsvorbereitenden Bildungsmaßnahmen (BvB) nach dem Förderkonzept der Bundesagentur für Arbeit gemäß § 61 SGB III.
Ziele der BvB sind vor allem, den Teilnehmenden zu unterstützen, eigene Fähigkeiten und Fertigkeiten zu erkennen und eine Berufswahlentscheidung zu treffen, die den Neigungen und Kompetenzen entspricht. Damit die Teilnehmenden in Ausbildung und/oder Beschäftigung integriert werden können, werden ihnen Kenntnisse und Fertigkeiten vermittelt, die für die Aufnahme einer Berufsausbildung erforderlich sind.
In der BvB kommt dabei der Unterbringung im Internat besondere Bedeutung zu. Sie dient vor allem der Verselbständigung und Entwicklung von sozialen Kompetenzen.

## Berufsfindung und Eignungsabklärung
Berufsfindungs- oder Arbeitserprobungsmaßnahmen dienen dazu, eine Berufswahlentscheidung zu treffen oder die Eignung für verschiedene Tätigkeiten zu überprüfen. Außerdem werden während dieser Maßnahmen die Allgemeinbildung sowie die Bildung lebenspraktischer und sozialer Kompetenzen gefördert.

## Reha-Teams
Jedem Rehabilitanden wird während der Laufzeit der Maßnahme ein Reha-Team zur Seite gestellt. Diesem Team gehören an:
- der Rehabilitand,
- der Ausbilder oder Arbeitserzieher des Berufsfeldes,
- der Klassenlehrer der Berufsbildenden Schule,
- der Betreuer mit psychologischer, sozialpädagogischer oder pädagogischer Qualifikation und
- der Wohngruppenbetreuer.

Das Reha-Team wird zu verschiedenen Zeitpunkten durch einen Mitarbeiter der Integrationsberatung verstärkt, der den Rehabilitanden bei der Suche nach Praktikums- und Arbeitsstellen unterstützt.

## Wohnen und Freizeit
Das Berufsbildungswerk verfügt über 200 Wohnplätze in vier  Wohnhäusern auf dem Gelände, von denen jedes je fünf räumlich abgeschlossene Wohngemeinschaften beherbergt. Pro Wohngemeinschaft stehen Einzelzimmer und Doppelzimmer sowie ein Küchen- und Gemeinschaftsbereich zur Verfügung. 
Ergänzend dazu gibt es  Außenwohngruppen in der Stadt Bitburg. Teilnehmende bewohnen hier in der Regel Zweizimmerwohnungen mit Bad und Küche und werden von Wohngruppenbetreuern unterstützt.
Das Freizeithaus umfasst eine Sporthalle und einen Outdoor-Sportplatz sowie Räumlichkeiten für Kreativangebote, Musik- und Theater-AGs, ein Internet- und ein Musikcafé. 
Mitarbeiter im Freizeitbereich organisieren zudem  Arbeitsgruppen und erlebnispädagogische Angebote, wie z. B. Freizeiten im Ausland oder Kajaktouren.

## Europäische Ausrichtung
Das Berufsbildungswerk steht auch jungen Menschen mit Wohnsitz in einem anderen europäischen Land offen. 
Die Grenznähe Bitburgs zu Luxemburg, Belgien, den Niederlanden und Frankreich (Lothringen) begründet die besondere Ausrichtung in der Ausbildung auf den sich entwickelnden europäischen Arbeitsmarkt.
Im Euro-BBW gehören betriebliche Ausbildungsabschnitte im europäischen Ausland zum Regelangebot. Es bietet zudem Lerngelegenheiten zum Erwerb von europäischen Qualifikationen (z. B. „European Commerce Competence“) und interkultureller Kompetenz.
Im Rahmen europäischer Projekte entwickelt das Euro-BBW zusätzliche Angebote, z. B. weiterbildende E-Learning-Kurse oder Austauschmöglichkeiten ins europäische Ausland.
Der Beirat des Euro-BBW, gebildet aus Fachleuten aus den verschiedenen Partnerregionen, begleitet die Ausbildungs- und Qualifizierungsprojekte. Er steht unter dem Vorsitz des Chefs des luxemburgischen Service des salariés handicapés der luxemburgischen Arbeitsverwaltung ADEM.